# Vormacherberg
Der Vormacherberg ist mit 1119 m ü. A. ein Berg in den Seckauer Tauern im Gemeindegebiet von Fohnsdorf und liegt im Ortsteil Kumpitz. Knapp östlich des Gipfels liegt die Grenze zwischen Kumpitz und Dietersdorf; östlich des Berges liegt der Dietersdorfer Graben. In der Nähe befindet sich eine Mostschenke.
Knapp unterhalb des Gipfels führt der Wanderweg zur Fohnsdorfer Hütte und der Gaaler Höhe vorbei, der Teil des Eisenwurzenwegs (Österreichischer Weitwanderweg 08) ist.